# Eichbaumoper

Vorplatzansicht der Haltestelle Eichbaum

Die Eichbaumoper ist eine im Juni und Juli 2009 aufgeführte Oper am U-Bahnhof Eichbaum in Mülheim an der Ruhr. Die Haltestelle „Eichbaum“ (Linie U18 der Mülheimer VerkehrsGesellschaft mbH) liegt zwischen der Autobahnanschlussstelle Mülheim-Heißen und der Bundesautobahn 40.

## Entstehung
Die Idee der Eichbaumoper stammt von den Architekten Jan Liesegang und Matthias Rick. Das Ziel war die „Verbindung von Architektur, Theater, Musik und Stadt“, um dabei in Zusammenarbeit mit Anwohnern einen Transformationsprozess für einen Problemraum anzustoßen.
Die Eichbaumoper war daher als „spartenübergreifendes Musik- und Sprechtheaterstück“ angelegt. Der Inhalt der Komposition wurde in der aus Containern gefertigten „Opernbauhütte“ an der Haltestelle, unter Bezug auf das „topographische und das biographische Material“ des Ortes im Austausch von Künstlern, Anwohnern und Stadtteilorganisationen erarbeitet. Teile des Libretto stammen direkt aus Erzählungen der Anwohner, 60 Anwohner wirkten als Statisten an den Aufführungen mit. Als Ergebnis erklangen zwischen Beton, Gitterstäben, Graffiti und Autobahngeräuschen neue Arien und Geschichten. Orchester, Opernsänger, Schauspieler und Chöre erzählten von den Menschen, die an der Haltestelle warten. Der reguläre Fahrbetrieb und der Zugang zur Haltestelle war während der Aufführungen möglich, Teile der Oper fanden auch innerhalb der Züge auf der Strecke zwischen dem Essener Hirschlandplatz und der Haltestelle Eichbaum in Mülheim statt.
Bei dem Projekt „Eichbaumoper“ arbeiteten zum ersten Mal eine Architektengruppe (raumlabor berlin), ein Opernhaus (Musiktheater im Revier), eine Schauspielbühne (Grillo-Theater) und ein Theater der freien Szene (Ringlokschuppen Mülheim) zusammen.
Gefördert wurde das Projekt durch die Kunststiftung NRW, im Fonds Heimspiel der Kulturstiftung des Bundes, durch den Ministerpräsidenten des Landes Nordrhein-Westfalen und die Stiftung Mercator. Außerdem waren beteiligt die Landesinitiative StadtBauKultur NRW, die Mülheimer VerkehrsGesellschaft und das Orchester der Neuen Philharmonie Westfalen.

## Inhalt der Oper

Eichbaumoper: Der Flügel an der Haltestelle

Für die „Eichbaumoper“ wurden von drei Komponisten und ihre Autoren drei eigenständige Teile geschrieben. Diese Teile verbindet eines: sie sind an der Haltestelle Eichbaum und im Gespräch mit den Nachbarn entstanden. Die Komponisten-Teams haben sich inspirieren lassen vom Lärm und den Geräuschen der Autobahn, die einzelnen Teile entstanden im Takt der U-Bahn.
Entgleisung! Eine Kammeroper
Der erste Teil der Oper beginnt an der Haltestelle der U18 „Hirschlandplatz“ in Essen. Reiseziel: Mülheim-Eichbaum. Die U18 fährt jeden Tag im 10-Minuten-Takt, bringt Menschen mit unterschiedlichsten Zielen an den Eichbaum, sieht Stammgäste, Pendler, Penner und Paare ein- und aussteigen. Und selbstverständlich auch das Publikum. Die U-Bahn nimmt sie auf, hört die Geschichten der Passagiere, spuckt alle an der Haltestelle Eichbaum wieder aus. Und sie träumt davon, einmal auch die Gleise verlassen zu können, so wie alle anderen.
Komposition/Text: Ari Benjamin Meyers/Bernadette La Hengst

Musikalische Leitung: Askan Geisler
Simon der Erwählte

Veranstaltungseindruck

Von einer anderen Zukunft träumt auch der junge Simon, der in Russland in einem Kloster aufwuchs. Als Baby dort ausgesetzt und von Mönchen aufgezogen, verlässt er nun mit einem Brief seiner Mutter im Gepäck die enge Welt und bricht in ein neues Leben auf. Er landet in Mülheim und beginnt zu arbeiten. Dort trifft er auf die Hauswirtin Anna, in die er sich auf den ersten Blick verliebt und sie sich in ihn. Doch dann findet sie den Brief, den sie selbst vor zwanzig Jahren schrieb. Viele Jahre später taucht Simon wieder auf und zeigt wundersame Fähigkeiten…
Komposition/Text: Isidora Žebeljan / Boris Cicovacki

Musikalische Leitung: Bernhard Stengel
Fünfzehn Minute Gedränge

Szene aus dem 3. Satz

Gedränge am Bahnsteig: Menschen kommen und gehen hier ebenso wie die Geräusche der ankommenden und abfahrenden Züge und der vorbeirauschenden LKWs wie in einem ständigen Crescendo und Decrescendo. Und so kommen und gehen auch die Beziehungen und Geschichten von Max und Emma, Sven, Anna, Daniel, Sabine und vieler anderer Reisender, bis am Ende lediglich der Rhythmus des Eichbaums selbst verbleibt.
Komposition/Text: Felix Leuschner / Reto Finger

Musikalische Leitung: Clemens Jüngling

## Weitere Entwicklung
Im Frühjahr 2010 wurde raumlabor berlin und Ringlokschuppen Mülheim mit der Fortführung der Partizipation an der U-Bahn-Station Eichbaum beauftragt. Die Projekte Eichbaum Countdown, EichbaumBoxer und EichbaumBauer fanden im Rahmen des Forschungsprogramms Experimenteller Wohnungs- und Städtebau (ExWoSt) „Innovation für familien- und altengerechte Stadtquartiere“ – Baustein „Jugendliche im Stadtquartier“ statt und wurden gefördert durch das Bundesministerium für Verkehr, Bau und Stadtentwicklung. Die Aktionen in der U-Bahn-Station, der unmittelbaren Umgebung und an der Bauhütte zielten darauf ab, den Ort durch die Bewohner der umgebenden Stadtteile und Nutzer der Station wieder in Besitz nehmen zu lassen. Im September und Oktober 2010 entstand auf dem Bahnsteig in enger Kooperation mit dem Boxclub Mülheim-Dümpten ein Boxring, in dem am ersten Oktoberwochenende 2010 ein Boxturnier ausgetragen wurde. Mit den Schülern der Mülheimer Tersteegen-Schule wurden in einem Designworkshop ein großes Wandbild (gibt die Strecke der U18 mit wichtigen städtebaulichen Elementen symbolhaft wieder) und Silhouetten von Passanten (Bewegungen und Sprünge von Parkour-Läufern) entwickelt, die in den Zugangstunneln des Bahnhofes befestigt wurden.